# Casino Cultural
|  | Per a altres significats, vegeu «casino cultural». |

El Casino Cultural és un edifici al nucli de la vila de Begur (Baix Empordà) inclòs a l'Inventari del Patrimoni Arquitectònic de Catalunya. Antigament era un casino i sala de ball (part esquerra), i s'ha adaptat a casal dels avis (el que era el casino) sense canviar gaire. La sala de ball es va adaptar a cinema tapiant les obertures de la façana esquera i guardant la composició, només canvia l'obertura de la sortida d'emergència.
És un edifici de planta quadrada amb planta baixa i pis coberta a quatre vessants. La composició de la façana és simètrica restant dividida en 2 de 3 obertures per planta i coincidents entre si. Cada grup té la seva porta centrada amb un balcó al seu damunt, i flanquejades amb pedres. Actualment la simetria és trencada per un cos afegit (que és la cabina de projecció del cinema) a la banda esquerra i en el primer pis. La façana es clou per una cornisa de rajols amb mènsules. Per la part baixa hi ha un arrambador arrebossat i que dona la volta a l'edifici. La façana lateral dreta guanya el desnivell (suau) del carrer i es transforma en una terrassa - jardí amb barana balustrada. Aquesta façana es compon simètricament respecte a una porta central, les obertures coincideixen, n'hi ha cinc a cada planta i són d'arc de punt rodó i emmarcades en pedra. Clou amb la mateixa cornisa de la façana anterior. La façana lateral esquerra és idèntica que la dreta però sense jardí i les obertures estant tapiades (cinema) i només hi ha la composició en obertures (és la del c/Clos i Pujol). Fora de la façana esquerra la resta són de pedruscall, amb cantoneres i arc de descàrrega de les obertures de totxo.
La façana posterior té obertures a nivell del primer pis i marcant l'escala que és centrada a l'edifici. Interiorment està dividit en dues parts; el cinema a la part esquera i el casal dels avis a la part dreta. La façana esquerra esta remolinada.